# Sinictinogomphus clavatus
Espèce
Statut de conservation UICN

 LC  : Préoccupation mineure
Sinictinogomphus clavatus est une espèce monotypique de libellules de la famille des Gomphidae (sous-ordre des Anisoptères). Le genre a été décrit par l'entomologiste Fraser en 1939. Aussi appelé Ictinus phaleratus.

## Description
L'abdomen de cette libellule mesure entre 52-55 mm. Ses yeux sont d'un vert clair. Le front et les pièces buccales sont jaunes et les sutures sont noires. Le thorax est noir avec des bandes pouvant être d'un jaune flamboyant, d'un jaune plus verdâtre ou même complètement vert. L'abdomen est noir avec des motifs triangulaires jaunes sur le dessus. Elle possède de petits appendices jaunes et noires de chaque côté du huitième segment, très caractéristique de l'espèce. Le mâle et la femelle sont relativement identiques.

## Répartition
Cette espèce est mentionnée au Népal, au Myanmar, en Thaïlande, au Viêt Nam, en Chine, en Taiwan, au Macao, en Corée, au Japon et en Russie.

## Habitat
Cette libellule semble préférer les lacs, les étangs et les réservoirs.